# Giancarlo Crosta
Giancarlo Crosta (Pianello del Lario, 7 agosto 1934 – Pianello del Lario, 23 settembre 2024) è stato un canottiere italiano, medaglia d'argento nel quattro senza ai Giochi olimpici di Roma 1960.

## Biografia
Nato e vissuto a Pianello del Lario, di professione operaio alla vicina Ferriera Falck di Dongo, competeva per la Canottieri Falck, la squadra del dopolavoro della sua azienda, allenandosi sul Lago di Como dopo i turni in fonderia. Le sue ottime prestazioni gli valsero la convocazione in azzurro.
L'equipaggio del quattro senza con cui vinse la medaglia olimpica a Roma 1960 era composto anche da Tullio Baraglia, dall'altro pianellese Renato Bosatta e da Giuseppe Galante. Con lo stesso equipaggio, l'anno successivo vinse l'oro europeo a Praga, sempre nel quattro senza.
Crosta è morto nel 2024.

## Omaggi
- Un monumento sul lungolago pedonale di Pianello del Lario ricorda le imprese olimpiche sue e di Renato Bosatta, e la partecipazione alle Olimpiadi di Monaco 1972 dell'altro canottiere-operaio pianellese Giglio Moralli, inaugurato nel 2014 alla presenza degli stessi.[5]

## Palmarès
| Anno | Manifestazione     | Sede  | Evento  | Risultato | Note  |
| ---- | ------------------ | ----- | ------- | --------- | ----- |
| 1960 | Giochi olimpici    | Roma  | 4 senza | Argento   |       |
| 1961 | Campionati europei | Praga | 4 senza | Oro       | [ 6 ] |